# اوک‌ویل (آلاباما)
اوک‌ویل (به انگلیسی: Oakville) یک منطقهٔ مسکونی در ایالات متحده آمریکا است که در شهرستان لارنس، آلاباما واقع شده‌است. اوک‌ویل ۱۹۵٫۰۷ متر بالاتر از سطح دریا واقع شده‌است.